# World Archery Philippines
La World Archery Philippines est chargée d'organiser et de développer la pratique du tir à l'arc aux Philippines. Elle est connue sous le nom de Réseau national et alliance des Philippines et des Archers philippins (PANNA). Elle est affiliée à la World Archery et à la World Archery Asia. 

## Direction
L'ancien président était Federico Moreno, le seul fils de feu German Moreno (en) et le père du médaillé d'or des Jeux Olympiques de la Jeunesse Luis Luis Moreno. 